# Språkstörning
Språkstörning innebär att språkutvecklingen hos ett barn inte följer det typiska mönstret, eller att språkutvecklingen förefaller gå betydligt långsammare än hos jämnåriga barn. En språkstörning kan yttra sig på flera olika sätt och drabba ett eller flera språkliga områden. Det kan röra sig om både svårigheter med att uttrycka språk eller att förstå språk. Till exempel kan det röra sig om uttalssvårigheter, grammatiska svårigheter eller svårigheter att förstå instruktioner eller sociala samspel. För att bedöma och behandla språkstörningar krävs kontakt med logoped.
Språkstörning är en medfödd funktionsnedsättning som ofta förekommer tillsammans med t.ex. neuropsykiatrisk funktionsnedsättningar såsom ADHD och autismspektrumstörningar. För att det ska klassas som språkstörning ska dock inte de språkliga svårigheterna bero på andra funktionsnedsättningar. Man räknar att cirka 7 % av förskolebarn har språkstörning. Språkstörning är vanligare hos pojkar än hos flickor. Orsakerna till språkstörning är ännu oklara. Det finns flera förklaringsmodeller. Språkstörning kan orsakas av neurobiologiska faktorer, etiologiska faktorer eller i kognitiva processer. Genetiska faktorer spelar roll, men troligtvis uppkommer språkstörning av flera olika faktorer.

## Typer av språkstörning
Språkstörning kan delas in i olika typer, beroende på vilka språkliga områden som är påverkade. Ofta är flera områden påverkade samtidigt. 
- Fonologisk språkstörning

Vid en fonologisk språkstörning har personen svårt att uttala och/eller uppfatta språkljud.
- Grammatisk språkstörning

En grammatisk språkstörning innebär svårigheter med t.ex. grammatiska konstruktioner och ordföljd. 
- Semantisk/lexikal språkstörning

Karaktäristiskt för en semantisk/lexikal språkstörning är ett litet ordförråd och/eller svårigheter att få fram rätt ord (ordmobilisering).
- Pragmatisk språkstörning

Med en pragmatisk språkstörning menas att personen har svårt att använda språket i samspel med andra och har svårt att använda språket i rätt kontext och på ett passande vis. 
- Impressiv språkstörning

Impressiva svårigheter innebär att det finns svårigheter med t.ex. språkförståelse eller ordförståelse. 
- Generell språkstörning

En generell språkstörning innebär att det både finns svårigheter inom uttrycksförmåga och den språkliga förståelsen. 